# Goyanes (Carballo)
Goyanes (llamada oficialmente Santo Estevo de Goiáns) es una parroquia española del municipio de Carballo, en la provincia de La Coruña, Galicia.

## Otra denominación
La parroquia también se denomina San Estebo de Goiáns o San Esteban de Goyanes.

## Entidades de población
Entidades de población que forman parte de la parroquia:
- Bas
- Constenla (A Costenla)
- Goyanes de Arriba[8] (Goiáns de Arriba)
- Joane[9] (Xoane)
- Joane de la Carretera[10] (Xoane da Estrada)
- Piñeiro (O Piñeiro)
- Vilanova

## Despoblado
- A Igrexa

## Demografía
| Gráfica de evolución demográfica de Goyanes entre 2000 y 2018 |
|                                                               |
| Datos según el nomenclátor publicado por el INE.              |